# 花蓮吉野開村紀念碑
花蓮吉野開村紀念碑，是位於台灣花蓮縣吉安鄉的一座紀念碑，現為花蓮縣縣定古蹟。

## 沿革
明治43年（1910年）2月9日，花蓮港廳於蓮鄉荳蘭社成立荳蘭移民指導所成立於花蓮港廳蓮鄉荳蘭社，由總督府招募日本德島縣的9戶農民至七腳川為模範移民開端。同年又招募52戶275人入住七腳川原野，至明治44年（1911年），正式命名為吉野村。並陸續建立了吉野村、豐田村、林田村等多處移民聚落，作為臺灣第一座官營移民村群。
後隨聚落開發及地區建設，吉野村於昭和初期時戶數達三百三十戶，並設有包括社會組織、灌溉水路、教育等公共設施。紀念碑最早為昭和八年（1933年）2月，由紀念上述建村歷史而設立。
2003年7月31日，花蓮吉野開村紀念碑由花蓮縣政府公告登錄為花蓮縣縣定古蹟。目前紀念碑與吉野神社鎮座紀念碑保存於吉野歷史風貌公園。

## 結構
花蓮吉野開村紀念碑高度約三公尺，碑前設有七階台階，立碑處設有石嵌砌基座，紀念碑石碑背面下則寫有鎮座時期。碑身刻有臺灣總督中川健藏所題「拓地開村」額及花蓮港廳長今井昌治撰寫碑文，記念碑全文如下：
「明治四十三年二月臺灣總督府卜花蓮港廳下荳 蘭地設置移民指導所招致內地移民六十一戶使 之居住所現宮前部落是本移民村濫觴為本島官 營移民嚆矢明治四十四年因德島縣吉野川沿岸 移民最多稱吉野村爾來年年歲歲移民增加現戶 數三百餘戶宮前清水草分三部落成此地元來蕃 民蟠踞土地荒蕪開拓困難民庶疫癘多異境慘苛 頻或據官府保護督勵或竢民人一貫砥礪當今移 民摜風土熟衛生益加諸事改良民心日惇愛鄉土 著成風多年翹望吉野圳改修竣工而事業進捗是 寔盛世餘澤也村民日夜戮力協心躬鼓厲期萬一 報效以樹邦家南瀛發展基嗚呼木瓜溪水清不盡 奇萊山靈儼萬古存是建碑讚民黎苦即仰官府至 仁永纘吉野村繁榮焉 

昭和八年二月 花蓮港廳長正六位勳六等今井昌治撰并書。」

## 外部連結
- 花蓮吉野開村紀念碑-花蓮縣文化局 （页面存档备份，存于）